# Gluconato
O ácido glucónico é um composto orgânico com fórmula molecular C6H12O7 e fórmula estrutural condensada HOCH2(CHOH)4COOH.
Em soluções aquosas a pH neutro, o ácido glucónico forma o ião gluconato. Os sais de ácido glucónico são conhecidos como "gluconatos". O ácido glucónico e os sais de gluconato ocorrem muito na natureza porque tais espécies derivam da oxidação da glucose. Ésteres de gluconato também podem ser formados, tal como gluconato de quinina que é usado em injecções intramusculares para o tratamento da malária.

## Estrutura Química
A estrutura química do ácido glucónico consiste numa cadeia de seis carbonos com 5 grupos hidroxila terminando num ácido carboxílico. Em solução aquosa o ácido glucónico existe em equilíbrio com o éster cíclico glucono delta-lactona

## Ocorrência e usos
O ácido glucónico ocorre naturalmente na fruta, mel e vinho Como aditivo alimentar (E574),
é um regulador de acidez. É também usado em produtos de limpeza, onde dissolve depósitos minerais, especialmente um soluções alcalinas. O anião gluconato é um quelante de Ca2+, Fe2+, Al3+, e de outros metais pesados. O gluconato de cálcio, na forma de gel, é usado para tratar queimaduras de ácido fluorídrico.